# Monte Zaro
Monte Zaro je gradska četvrt i jedan od mjesnih odbora Grada Pule. Mjesni odbor Monte Zaro obuhvaća istoimenu gradsku četvrt smještenu na površini od 323.720 m² na kojoj živi 3.502 stanovnika. Gustoća naseljenosti iznosi 10.818,0 st./km².
Monte Zaro je sa sjevera ograničen Starim Gradom i Kaštelom, s istoka Gregovicom i Pragrandeom, s juga Monte Rizzijem, s jugozapada Sv. Polikarpom, te sa zapada Arsenalom.
Na Monte Zaru je za vrijeme austrougarske vladavine tijekom 1870-ih podignut do sada najveći gradski perivoj u Puli. Gradio se deset godina. Svojom površinom od oko 2,9 ha prostirao se na brežuljku ispod i oko Hidrografskog instituta sa zvjezdarnicom. Na staze je otpadalo 0,35 ha, što je s obzirom na površinu, bitno manje nego u Mornaričkom perivoju. Kompozicija perivoja je osno-simetrijska uz blaga odstupanja zbog prilagodbe terenu. Perivoj se izvorno sastojao od dvanaest polja od kojih su tri bila nepravilnog zaobljenog oblika, dok je preostalih devet imalo pravilan trokutasti oblik. Broj biljnih vrsta nije bio velik i svodio se uglavnom na mediteransko raslinje kao što su borovi, čempresi, cedrovi, kalina, lovor. 
Na središnjem mjestu u perivoju, s kojega se pruža pogled na pulsku luku, car i kralj Franjo Josip dao je podignuti spomenik viceadmiralu Tegetthoffu. Spomenik je izradio Karl Kundtmann, a sastojao se od stubastoga mramornoga temelja na kojem je bio mjedeni blok četverougaonog oblika. Na svakoj strani bio je po jedan lik. Likovi su predstavljali Marsa, Neptuna, Slavu i Moć. Na vrhu je bio postavljen lik Tegetthoffa koji je gledao prema luci. Na postolju je bila ispisana posveta: "Viceadmiralu Wilhelmu von Tegetthoffu, Car Franjo Josip I., 1877., hrabrom borcu kod Helgolanda, slavno pobijedio kod Visa i stekao vječnu slavu za sebe i za austrijsku flotu." Spomenik je okruživala cvjetna površina zaštićena niskom dvostrukom žičanom ogradicom u obliku lukova, koja se u to vrijeme često koristila u zaštiti i naglašavanju cvjetnih i travnatih površina unutar perivoja.
Uzduž i s obje strane staza bio je slivnik za oborinske vode načinjen od oblutaka. Perivojna polja unutar šetnica bila su oivičena istarskim šupljikavim kamenom. S najvišega mjesta u perivoju do kojega se dolazi s četiri metra širokim stubama napravljenim od blokova istarskoga kamena, pružao se pogled na Tegetthoffov spomenik i ratnu luku. Danas je ta vizura ometana izraslim stablima lovora, viburnuma i cedrova.
Potpadanjem pod talijansku vladavinu, spomenik Tegetthoffu je srušen 1920. godine, da bi na istom mjestom bio postavljen vodoskok u četiri razine. Na travnjaku oko vodoskoka bila su postavljena kuglasta rasvjetna tijela na tri metra visokim stupovima. Perivoj su resili šišani oblici nasada. Uredno porezani grmovi lovora okruživali su prostor oko vodoskoka, a niski obrubi od šimšira travnatu površinu. Unutar nje bile su izvedene cvjetne gredice. Na vanjskom rubu rondele bile su postavljene klupe kao mjesta za uživanje u ljepoti sklada.
Prilikom bombardiranja tijekom Drugoga svjetskoga rata perivoj je djelomično uništen. Pokušalo se to popraviti 1950-ih godina dosadnjom i nadomještanjem uništenih nasada presadnjom prirodne vegetacije iz okolnih gajeva. U više navrata u perivoju su popravljane staze, stubišta, vodoskoci, električna i vodovodna mreža, klupe, košarice. Usprkos tome, uslijedilo je zapuštanje sve do 1990-ih godina. Tada su orezivanjem oblikovani grmovi lovora, no to je još uvijek daleko od onoga što je perivoj nudio u više od stotinu godina svoga postojanja.

## Vanjske poveznice
- TZ Grada Pule:Kamo ići - Pulski parkovi  Arhivirana inačica izvorne stranice od 26. listopada 2015. (Wayback Machine)